# Raúl Muñoz
Raúl Andrés Muñoz Mardones (Curicó, 25 maggio 1975) è un ex calciatore cileno, di ruolo difensore.

## Carriera

### Club
Durante la sua carriera ha giocato con varie squadre di club, tra cui principalmente il Colo-Colo, con cui conta 95 presenze e 3 reti.

### Nazionale
Conta 7 presenze con la Nazionale cilena.